# ديون فورتشن
ديون فورتشن (اسمها عند الولادة فيوليت ماري فيرث، 6 ديسمبر 1890 - 6 يناير 1946) كانت خفيانية وساحرة وروائية ومؤلفة بريطانية. كانت إحدى مؤسسي جمعية أخوة النور الداخلي، وهي منظمة خفيانية روجت للفلسفات التي زعمت أنها قد تعلمتها من كيانات روحية تعرف باسم الأسياد الصاعدين. نشرت عددًا كبيرًا من المقالات والكتب حول أفكارها الخفيانية وألّفت أيضًا سبع روايات، تشرح معظمها مواضيع خفيانية.
ولدت فورتشن في لانديدنو، كارنارفونشاير، في شمال ويلز، لعائلة إنجليزية ثرية من الطبقة المتوسطة العليا، رغم أن تفاصيل حياتها المبكرة غير معروفة. في سنوات المراهقة، كانت تعيش في ويست كونتري بإنجلترا، حيث كتبت كتابين في الشعر. بعد الوقت الذي أمضته في كلية البستنة، بدأت دراسة علم النفس والتحليل النفسي في جامعة لندن قبل أن تعمل كمستشارة في عيادة العلاج النفسي. خلال الحرب العالمية الأولى، انضمت إلى جيش نساء الأرض وأنشأت شركة لبيع منتجات حليب الصويا. أصبحت مهتمة بالباطنية من خلال تعاليم الجمعية الثيوصوفية، قبل الانضمام إلى محفل خفياني بقيادة ثيودور موريارتي ثم منظمة ألفا إي أوميغا الخفيانية.

## السيرة الذاتية

### حياتها المبكرة: 1890-1913
ولدت فورتشن فيوليت ماري فيرث في 6 ديسمبر عام 1890 في منزل عائلتها على طريق برين واي بيا في لانديدنو، شمال ويلز. انحدرت فيرث من الطبقة المتوسطة العليا، وكانت عائلة فيرث عائلة إنجليزية ثرية اكتسبت أموالها من خلال صناعة الصلب في شفيلد، يوركشاير، حيث تخصصت في إنتاج الأسلحة. ابتكر جدها والد أبيها، جون فيرث، شعارًا للعائلة، «ديو، نون فورتونا» («الله، وليس الحظ»)، لتمييز وضعهم مُحدث النعمة؛ استخدمته لاحقًا في إنشاء اسم مستعار لها.
كان أحد أبناء جون -وعم فورتشن- هو المؤرخ تشارلز هاردينغ فيرث، بينما كان والدها، آرثر، يدير مكتب محاماة في شفيلد قبل تأسيس منشأة للعلاج المائي في ليمبلي ستوك، ويلتشاير. في أغسطس عام 1886، تزوج آرثر فيرث من سارة جين سميث، قبل أن ينتقلا إلى لانديدنو حيث أسس آرثر منشأة كريغسايد الجديدة للعلاج المائي. كانت سارة مهتمة جدًا بالعلوم المسيحية، ورغم اقتراح كاتب السير الذاتية غاريث نايت أن كلي والدي فيرث كانا من ممارسي الدين النشطاء، جادل كاتب السير الذاتية ريتشاردسون بأنه لا توجد أدلة كافية لدعم هذه الفكرة.
لا يُعرف سوى القليل حول الفترة التي أمضتها فورتشن في ويلز، ويرجع ذلك جزئيًا إلى أنها كانت طوال حياتها تتملص عن عمد عند تقديم تفاصيل حول سيرتها الذاتية. في وقت لاحق من حياتها، ذكرت أنها منذ أن كانت في الرابعة من عمرها شاهدت رؤى عن أطلانطس، واعتقدت أنها كانت من ذكريات حياتها السابقة. كانت عائلة فيرث ما تزال في لانديدنو في عام 1900، رغم أن فورتشن كانت تعيش بحلول عام 1904 في سومرست، جنوب غرب إنجلترا. في ذلك العام، ألفت كتاب شعر بعنوان فيوليتس، ويُحتمل أن تكون عائلتها قد نشرته. تمت مراجعته في مجلد مايو 1905 من ذا غيرلز روم، والذي كان مترافقًا بالصورة الوحيدة المعروفة لفورتشن في صباها. في عام 1906، نُشر كتابها الثاني في الشعر، مور فيوليتس.
بعد وفاة جون فيرث، انتقل آرثر مع عائلته إلى لندن. وفقًا لريتشاردسون، كانوا يعيشون في المنطقة المحيطة بشارع ليفيربول في شرق المدينة، رغم أن نايت قدم رواية مختلفة، إذ ذكر أنهم عاشوا أولًا في بيدفورد بارك ثم كنزينغتون، وكليهما في غرب المدينة. من يناير 1911 حتى ديسمبر 1912، درست فورتشن في كلية ستادلي الزراعية في وركشير، وهي مؤسسة بستنة روجت لنفسها أنها مثالية للفتيات اللائي يعانين من مشاكل نفسية. قادتها كفاءتها في تربية الدواجن إلى أن تصبح موظفة في الكلية من يناير حتى أبريل من عام 1913. زعمت لاحقًا أنها كانت ضحية للتلاعب العقلي من قبل صاحبة عملها ومديرة الكلية، ليلياس هاميلتون، ما أدى إلى إصابتها بانهيار عقلي جعلها تتخلى عن المؤسسة وتعود إلى منزل والديها.

### العلاج النفسي والباطنية: 1913-1922
للتعافي من تجربتها في ستادلي، بدأت فورتشن دراسة العلاج النفسي. شمل اهتمامها الأولي أعمال كل من سيغموند فرويد وألفرد أدلر، رغم أنها مالت لاحقًا إلى أعمال كارل يونج. درست علم النفس والتحليل النفسي تحت إشراف جون فلوجل في جامعة لندن، قبل أن تحصل على عمل في عيادة علم النفس في ميدان برونزويك في لندن، والتي كانت تخضع لسلطة مدرسة لندن للطب للنساء. عملت كمستشارة من عام 1914 حتى عام 1916، ووجدت أن معظم الذين تعاملت معهم كانوا يتقبلون فكرة الرغبة الجنسية التي كانت تُعتبر من المحرمات في المجتمع البريطاني. من خلال انتمائها لجمعية دراسة علم النفس التقويمي، ألقت سلسلة من المحاضرات التي نُشرت لاحقًا في عام 1922 تحت عنوان ذا ماشينري أوف ذا مايند. في أثناء عملها في العيادة، نما اهتمامها بالباطنية من خلال حضور المحاضرات التي نظمتها الجمعية الثيوصوفية وقراءة بعض مؤلفات المنظمة. مع تزايد اهتمامها بالخفيانية، أصبحت فورتشن غير راضية بشكل متزايد عن فعالية العلاج النفسي.
بعد دخول المملكة المتحدة الحرب العالمية الأولى، انضمت فورتشن إلى جيش نساء الأرض. تمركزت في البداية في مزرعة بالقرب من بيشوبس ستورتفورد على الحدود بين إسكس وهارتفوردشير، قبل أن تُنقل لاحقًا إلى قاعدة تجريبية لقسم إنتاج الغذاء. هناك، أجرت تجارب في إنتاج حليب الصويا، وأسست فيما بعد شركة غاردن سيتي بيور فود ومقرها ليتشوورث لبيع منتجاتها، ثم نشرت كتاب صويا بين: أن أبيل تو هيومانيتاريانز في عام 1925. في أثناء عملها في القاعدة، خاضت تجربة روحية ثم انغمست في الأدب الثيوصوفي. بعد ذلك، أصبحت منشغلة بفكرة «الأسياد الصاعدين» أو «الرؤساء السريين»، مدعيةً أنها شاهدت رؤى لكيانين من هذا القبيل، السيد يسوع والسيد راكوتشي.